# Pułk Wojewody Bełskiego
Pułk Wojewody Bełskiego - oddział jazdy Armii Koronnej.

## Struktura organizacyjna
Husaria
- jedna chorągiew 100 koni

Pancerni
- jedna chorągiew – 120 koni
- dwie chorągwie po 100 koni

Jazda lekka
- jedna chorągiew – 60 koni

Razem w pułku: 5 chorągwi; 480 koni